# Kuripan (Purwodadi)
Kuripan is een bestuurslaag in het regentschap Grobogan van de provincie Midden-Java, Indonesië. Kuripan telt 17.930 inwoners (volkstelling 2010).